# Les Blérots de R.A.V.E.L.
Les Blérots de R.A.V.E.L. war eine Musikgruppe aus Yvelines, Frankreich.

## Bandgeschichte
1996 fanden sie sich zusammen, um einen Sommer lang musikalisch begleitetes Straßentheater zu machen. Das Zusammenspiel klappte so gut, dass die Gruppe weiterhin zusammen auftrat und ihr Programm ausarbeitete. So wurde sie allmählich mehr zu einer Musik- als zu einer Theatergruppe. Zunächst spielten sie in Cafés, auf Straßenfesten und verschiedenen Festivals.
Im Jahr 2000 nahmen sie dann ihr erstes Album Vol au-dessus d’un Nid de Cagoules auf, dem noch weitere folgten. Mit Voleurs du dimanche (2005) und Timbre (2008) erreichten sie die französischen Albumcharts.
Ursprünglich eine regionale Bekanntheit, sind die Blérots de R.A.V.E.L. inzwischen über Frankreich hinaus bekannt und gehen – besonders in Deutschland – häufig auf Tournee. Den Theaterursprung merkt man ihnen heute noch an, denn ihre Konzerte ähneln einer Theaterperformance.
2015 löste sich die Gruppe nach einer Abschlusstournee auf.

## Name
Wie andere französische Bands ähnlichen Stils (z. B. La Rue Kétanou, Les Ogres de Barback, Les Têtes Raides u. v. m.) ist der Titel der Band ein Wortspiel. 'Blérot' ist zunächst verkürzt auf texto(sms)-Sprache für 'blaireau', was Dachs, Rasier-/ Malerpinsel und Vollidiot bedeutet. R.A.V.E.L. ist abgekürzt für „Renouveau Artistique Volontairement Elaboré par des Losers“, also eine freiwillig ausgefeilte künstlerische Erneuerung von Losern. Daneben handelt es sich bei Blérot um einen verdrehten Boléro, während die Abkürzung zusammengesetzt dessen Komponisten Maurice Ravel ergibt.

## Stil
Die Blérots de R.A.V.E.L. sind  einfach einzuordnen, ein großer Fokus liegt jedoch auf den der Vielzahl verschiedener Instrumente (Blas- und Streichinstrumente, klassische und ungewohnte) und Gesang. Allgemein zählt man die Gruppe zum nouvelle chanson française. So handelt es sich bei der Musik um ein rasantes Gemisch aus Klezmer, Jazz-Rock und Ska in Anlehnung an osteuropäische Musik wie Balkan Brass.

## Diskografie

### Studioalben
- 2003: Les Joies Sauvages (La Tambouille)
- 2005: Voleurs du Dimanche (La Tambouille)
- 2008: Timbré (La Tambouille)
- 2010: Sauve Qui Peut (La Tambouille)
- 2014: L'homme d’habitude (bande originale du spectacle) (La Tambouille)

### Livealben
- 2009: Live 2009 (La Tambouille)
- 2010: Renouveau Artistique Volontairement Elaboré En Live (La Tambouille)
- 2012: Live 2012 (Renouveau Artistique Volontairement Élaboré en Live) (La Tambouille)

### EPs und Singles
- 2000: Vol au-dessus d’un Nid de Cagoules (Minialbum, CAC Georges Brassens)
- 2005: Les Petits Plaisirs (Single, La Tambouille)